# Ernst Seraphim
August Ernst Wilhelm Seraphim (* 11. Julijul. / 23. Juli 1862greg. in Mitau; † Juli 1945 in Königsberg (Preußen)) war ein deutsch-baltischer Historiker, Lehrer und Journalist in Livland und Königsberg.

## Leben

### Herkunft und Familie
Ernst Seraphim war ein Sohn des kurländischen Juristen Ferdinand Seraphim (1827–1894) und der Helene Tiling († 1870). Der Historiker August Robert Seraphim (1863–1924) war sein Bruder.
Er war verheiratet mit Sophie Wegener (1871–1945). Ernst Seraphim hatte zwei Söhne, die Schriftsteller und Historiker Peter-Heinz Seraphim und Hans-Jürgen Seraphim.

### Werdegang
Er besuchte das Gymnasium und studierte Geschichte an der Kaiserlichen Universität Dorpat. Nach dem Oberlehrerexamen 1886 unterrichtete er an der Deutschen Landesschule in Fellin. Nach ihrer Auflösung wurde er Herausgeber und Redakteur (1892) bzw. Chefredakteur der Düna-Zeitung (1896–1909) und des Rigaer Tageblatts (1909–1915).
Mitte der 1890er Jahre wurde er Mitglied bzw. Vorsitzender der Rigaer Ortsgruppe des Alldeutschen Verbandes; unter ihm wurde Riga zu einem Zentrum der alldeutschen Bewegung innerhalb des Russischen Kaiserreiches.
Im Ersten Weltkrieg wurde er von Russen nach Sibirien deportiert. Über diese Jahre berichtete er 1918. Danach war er für kurze Zeit Presseoffizier bei der Baltischen Landeswehr.
Im Herbst 1919 siedelte er nach Königsberg über und übernahm die Schriftleitung für Ostfragen bei der Königsberger Allgemeinen Zeitung. Bis an sein Lebensende entfaltete er eine rege journalistische und wissenschaftliche Tätigkeit.
Nach der Schlacht um Königsberg und der Eroberung der Stadt durch die Rote Armee verhungerten er und seine Frau.

## Nachleben
Vier von Seraphims späteren Schriften, in denen es um die deutsch-russischen Beziehungen, um die Verschleppung von Deutsch-Balten nach Sibirien und um den Roten Terror ging, waren in der Sowjetischen Besatzungszone nicht erwünscht und wurden auf die Liste der auszusondernden Literatur gesetzt.

## Schriften
- mit August Seraphim: Aus Kurlands herzoglicher Zeit. Gestalten und Bilder. Zwei Fürstengestalten des XVII. Jahrhunderts (über Herzogin Elisabeth Magdalena von Kurland und Prinz Alexander von Kurland). E. Behre, Mitau 1892 (Digitalisat).
- mit August Seraphim: Aus der Kurländischen Vergangenheit. Bilder und Gestalten des 17. Jahrhunderts. Cotta, Stuttgart 1893 (Digitalisat).
- Der Feldoberst Klaus Kursell und seine Zeit. Ein Bild Ehstlands in der ersten Zeit schwedischer Herrschaft. Franz Kluge, Reval 1897 (Digitalisat).
- Geschichte Liv-, Est- und Kurlands von der „Aufsegelung“ des Landes bis zur Einverleibung in das russische Reich. Franz Kluge, Reval.
  - Bd. 1: Die Zeit bis zum Untergang livländischer Selbständigkeit. Eine populäre Darstellung. 2., umgearbeitete Aufl. 1897 (Digitalisat).
  - Bd. 2: Die Provinzialgeschichte bis zur Unterwerfung unter Russland. 2., vermehrte und umgearbeitete Aufl. 1904 (Digitalisat)
- Malerische Ansichten aus Livland, Estland, Kurland. Riga 1901 (Digitalisat)
- Im neuen Jahrhundert. Baltische Rückblicke und Ausblicke. Riga 1902 (Digitalisat)
- Das livländische Mittelalter und die Zeit der Reformation (= Allgemeine Staatengeschichte, Abt. 3: Deutsche Landesgeschichten, Werk 7: Geschichte von Livland, Bd. 1). Gotha 1906 (Digitalisat)
- Baltische Geschichte im Grundriss. Reval 1908 (Digitalisat)
- Aus der Arbeit eines baltischen Journalisten. Reval 1911 (Digitalisat)
- Der Krieg Napoleons gegen Russland im Jahre 1812. Riga 1912 (Digitalisat)
- Aus vier Jahrhunderten. Reval 1913 (Digitalisat)
- Nach Sibirien verschleppt. Persönliche Erinnerungen eines der Fortgeführten aus Dorpat. J.G. Krüger, Dorpat / A. Krämer, Riga 1918 (Digitalisat)
- Junitage in Nidden. Königsberg 1922
- Aus Livlands Vorzeit. Deutsche Ritter und Kaufleute als Kulturbringer im Baltenland. Leipzig 1925 (Digitalisat)
- Die Tragödie der Zarenfamilie. Königsberg 1925
- Deutsch-russische Beziehungen 1918–1925. Berlin 1925
- Zarenwillkür und roter Terror. Königsberg 1926
- Russische Portraits. Die Zarenmonarchie bis zum Zusammenbruch 1917. Zürich und Wien 1934
- Aus der Geschichte des Deutschtums in Polen. Königsberg 1935
- Baltische Schicksale. Berlin 1935
- Eupraxia-Adelheid. Eine Kiewer Großfürstin auf dem deutschen Kaiserthron. Königsberg 1938
- Führende Deutsche im Zarenreich. Berlin 1942